# Borsa di Francoforte
La Borsa di Francoforte (Frankfurter Wertpapierbörse) è una borsa valori, situata a Francoforte sul Meno in Germania, definita come mercato secondario ufficiale, destinato alla negoziazione esclusiva delle azioni e valori convertibili o diritti di acquisizione o sottoscrizione. La borsa è il più grande mercato di scambio della Germania: 85% degli scambi tedeschi ed il 35% di quelli europei. Davanti alla borsa ci sono le due celebri statue dell'orso e del toro a simboleggiare la discesa e la salita dei corsi azionarii.
L'indice di riferimento principale è il DAX; vi sono poi altri indici, come DAXplus, CDAX, DivDAX, LDAX, MDAX, SDAX, TecDAX, VDAX ed EuroStoxx 50.

## Storia

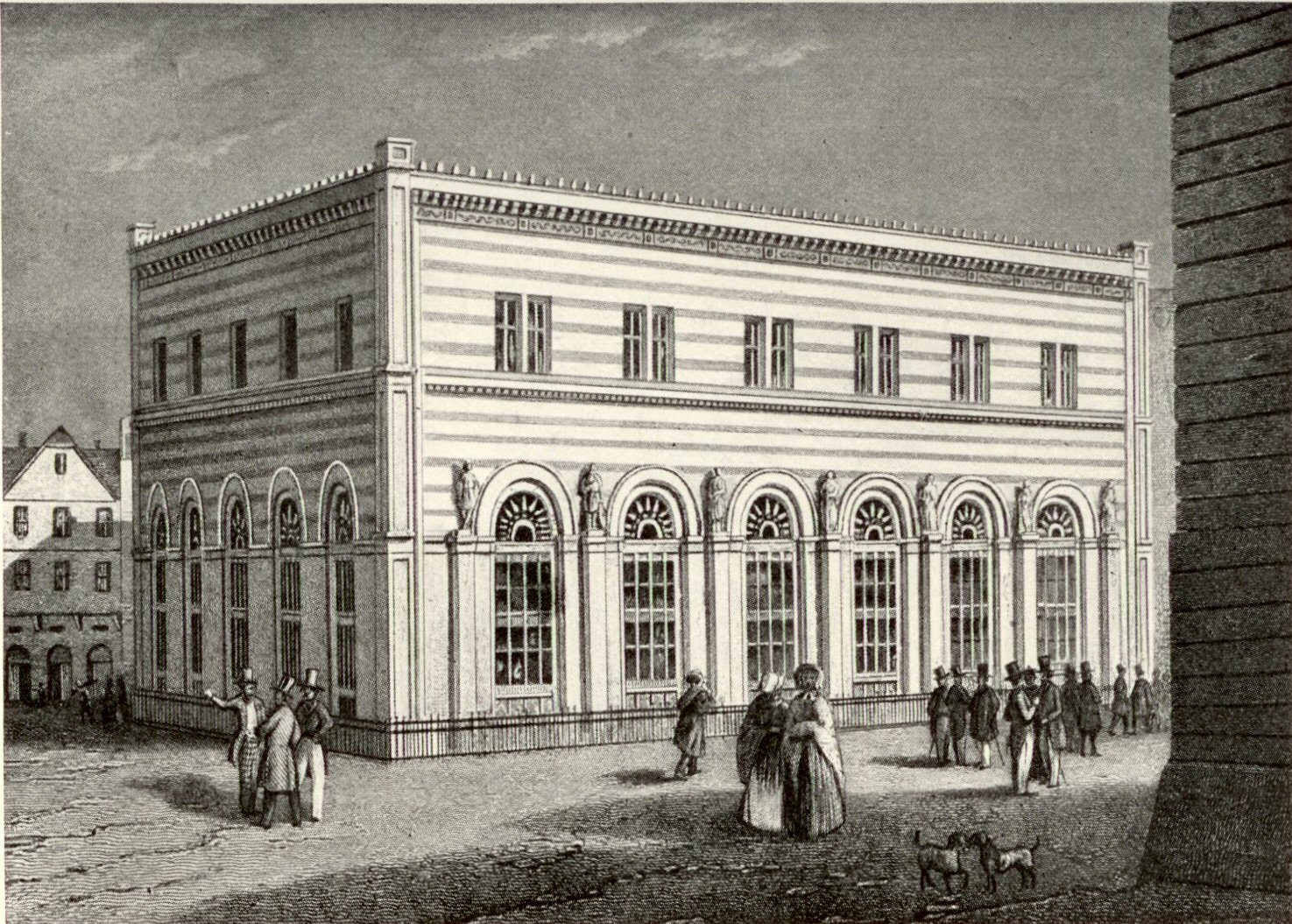
Borsa antica, ca. 1845

La sua fondazione risale al 1585. In anni più recenti la Borsa di Francoforte si indirizza ad un'attività di finanziamento delle ferrovie, parallelamente alla gestione del debito pubblico e alle obbligazioni estere ed evidenzia la propensione per cartelli, trust e combinazioni. Inoltre le imprese tedesche prediligono, già nell'Ottocento l'integrazione verticale, quindi l'accorpamento dell'azienda produttrice di materie prime con quella che le vende.
Per un periodo molto lungo il mercato tedesco si è dimostrato restio alle innovazioni e alle ristrutturazioni e solamente verso la fine degli anni ottanta del Novecento sono state introdotte riforme legislative per non perdere colpi con la concorrenza inglese e francese. Ad esempio il collocamento dei titoli di Stato è stato inserito solamente dal 1990.